# Line Krogh
Line Krogh (født 28. september 1947) er en dansk teaterinstruktør og oversætter.
Krogh, der er datter af Torben Krogh, læste oprindeligt teater- og litteraturvidenskab ved Københavns Universitet, men valgte i stedet at fokusere på det praktiske og blev uddannet fra instruktørlinjen på Statens Teaterskole i 1974.
Hun arbejdede i begyndelsen af sin karriere ved landsdelsscenerne og kom derefter til København, hvor hun bl.a. var tilknyttet Det Kongelige Teater fra 1980 til 1983.
Som oversætter har hun udarbejdet nyoversættelser af nogle af Shakespeares skuespil, bl.a. En skærsommernatsdrøm.
Hun modtog i 1975 Olaf Poulsens Mindelegat.
Privat bor hun i dag på Langeland.